# Старченко Іван Васильович
Ста́рченко Іва́н Васи́льович (6 серпня 1900, Золочів, нині Харківської області — 20 березня 1934, Шкло, Львівське воєводство) — український військовий діяч, хорунжий Армії УНР, просвітянин.

## Життєпис
Народився 6 серпня 1900 року у м. Золочів (тепер райцентр Харківської області) в родині полковника російської армії. Закінчив Полтавський кадетський корпус. Учасник Української Революції 1917—1921 років. Козак гарматної сотні полку Чорних запорожців. Військове звання — хорунжий Армії УНР. Учасник Першого Зимового походу. Закінчив Юнацьку школу в Кам’янці-Подільському (1920).
Від жовтня 1923 року разом з іншими інтернованими вояками Армії УНР мешкав та працював на Бабино-томахівській цукроварні, що в селі Бабин, на той час Бугринська ґміна, Рівненський повіт, Волинське воєводство, Польської Республіки. Відомо, що у 1930 році працював на посаді завідувача фірмовим магазином цукрозаводу. Брав участь у місцевій «Просвіті» (Просвітянська хата).
Помер 20 березня 1934 року, у санаторії м. Шкло, поблизу Львова. На його похороні, від імені української еміграції, прощальну промову виголосив хорунжий Армії УНР, згодом, відомий скульптор Сергій Литвиненко.